# Nunzio Zavettieri
Nunzio Zavettieri (Melito di Porto Salvo, 19 aprile 1967) è un allenatore di calcio italiano.

## Carriera
Di origini calabresi, si trasferisce per motivi di studio a Perugia dove conosce Serse Cosmi e matura la sua propensione ad allenare. Dopo alcune esperienze in Calabria e in Lombardia da tecnico di futsal, cresce come allenatore di calcio nei settori giovanili di Venezia, Udinese ed Inter.
L'11 agosto 2009, subentrando a Roman Grigorchuk, diventa allenatore del Ventspils, squadra campione in carica nel massimo campionato lettone con cui conquista due secondi posti in campionato; con i gialloblu, inoltre, Zavettieri matura brevi esperienze di Champions ed Europa League. Successivamente ha una breve esperienza nell'Adelaide United, in Australia.
Nel 2012 torna in Italia divenendo allenatore in seconda del Bari, in Serie B. Durante il suo secondo anno con i biancorossi, alle dimissioni di Carmine Gautieri, diventa primo allenatore, seppur coadiuvato da Roberto Alberti Mazzaferro in quanto sprovvisto del patentino di prima categoria. Zavettieri ed Alberti, dopo i primi risultati non esaltanti della squadra biancorossa, vengono simpaticamente soprannominati il Duo Novembre dalla tifoseria barese. 
Il 30 settembre 2014 firma con L’Aquila, in Lega Pro, subentrando al posto dell'esonerato Giovanni Pagliari. Con L'Aquila raggiunge, tra l'11ª e la 15ª giornata di campionato, le cinque vittorie consecutive eguagliando il record storico degli abruzzesi fatto segnare quasi 80 anni prima, nel 1937-1938.
Il 18 giugno 2015 viene presentato come successore di Salvatore Campilongo alla guida tecnica della Casertana ma successivamente non verrà ufficializzato il suo insediamento per problemi della dirigenza.
Il 13 ottobre 2015 sostituisce l'esonerato Salvatore Ciullo sulla panchina della Juve Stabia..
Il 21 ottobre 2016 viene nominato nuovo tecnico del Catanzaro, firmando fino al giugno seguente e prendendo il posto di Mario Somma; viene però sollevato dall'incarico il 12 febbraio 2017.
Il 19 giugno seguente diventa il nuovo allenatore del Bisceglie, neo-promosso in Lega Pro. Viene esonerato il 5 febbraio 2018.
Il 25 maggio viene scelto come successore di Gaetano D'Agostino sulla panchina della Virtus Francavilla. Il 5 novembre 2018 viene esonerato dall'incarico.
Il 3 gennaio 2019 viene ufficializzato il ritorno in Lettonia alla guida dello Spartaks Jūrmala. Termina la stagione con il team al quinto posto e il 10 febbraio 2020, prima di iniziare la fase di preparazione al campionato successivo, si dimette per questioni personali.
Il 1º luglio 2022 diventa responsabile dell'area tecnica della Nocerina, in Serie D. Successivamente, dal mese di ottobre (all'indomani delle dimissioni di Giuseppe Sannino) assume il ruolo di allenatore della prima squadra.
Il 30 gennaio 2023 si dimette da allenatore della squadra rossonera dopo tre sconfitte consecutive.

## Statistiche
Statistiche aggiornate al 1 dicembre 2019.
| Stagione            | Squadra            | Campionato       | Campionato | Campionato | Campionato | Campionato | Coppe nazionali | Coppe nazionali | Coppe nazionali | Coppe nazionali | Coppe nazionali | Coppe continentali | Coppe continentali | Coppe continentali | Coppe continentali | Coppe continentali | Altre coppe | Altre coppe | Altre coppe | Altre coppe | Altre coppe | Totale | Totale | Totale | Totale | % Vittorie |
| Stagione            | Squadra            | Comp             | G          | V          | N          | P          | Comp            | G               | V               | N               | P               | Comp               | G                  | V                  | N                  | P                  | Comp        | G           | V           | N           | P           | G      | V      | N      | P      | %          |
| ------------------- | ------------------ | ---------------- | ---------- | ---------- | ---------- | ---------- | --------------- | --------------- | --------------- | --------------- | --------------- | ------------------ | ------------------ | ------------------ | ------------------ | ------------------ | ----------- | ----------- | ----------- | ----------- | ----------- | ------ | ------ | ------ | ------ | ---------- |
| 2009                | Ventspils          | VL               | 12         | 8          | 2          | 2          | LK              | 2               | 1               | 1               | 0               | UCL+UEL            | 2+6                | 0+0                | 0+3                | 2+3                | BL          | 7           | 4           | 3           | 0           | 29     | 13     | 9      | 7      | 44,00      |
| 2010                | Ventspils          | VL               | 27         | 20         | 3          | 4          | LK              | 1               | 1               | 0               | 0               | UEL                | 2                  | 0                  | 1                  | 1                  | BL          | 1           | 1           | 0           | 0           | 31     | 22     | 4      | 5      | 67,74      |
| Totale Ventspils    | Totale Ventspils   | Totale Ventspils | 39         | 28         | 5          | 6          |                 | 3               | 2               | 1               | 0               |                    | 10                 | 0                  | 4                  | 6                  |             | 8           | 5           | 3           | 0           | 60     | 35     | 13     | 12     | 57,14      |
| set. 2014-2015      | L’Aquila           | LP               | 32         | 14         | 7          | 11         | CI-LP           | 1               | 0               | 0               | 1               | -                  | -                  | -                  | -                  | -                  | -           | -           | -           | -           | -           | 33     | 14     | 7      | 12     | 42,42      |
| ott. 2015-2016      | Juve Stabia        | LP               | 28         | 8          | 14         | 6          | CI-LP           | 1               | 0               | 0               | 1               | -                  | -                  | -                  | -                  | -                  | -           | -           | -           | -           | -           | 29     | 8      | 14     | 7      | 27,59      |
| ott. 2016-feb. 2017 | Catanzaro          | LP               | 16         | 2          | 8          | 6          | CI-LP           | -               | -               | -               | -               | -                  | -                  | -                  | -                  | -                  | -           | -           | -           | -           | -           | 16     | 2      | 8      | 6      | 12,50      |
| 2017-feb. 2018      | Bisceglie          | C                | 23         | 7          | 6          | 10         | CI-C            | 4               | 2               | 0               | 2               | -                  | -                  | -                  | -                  | -                  | -           | -           | -           | -           | -           | 27     | 9      | 6      | 12     | 33,33      |
| lug.-nov. 2018      | Virtus Francavilla | C                | 8          | 3          | 0          | 5          | CI+CI-C         | 1+1             | 0+0             | 0+0             | 1+1             | -                  | -                  | -                  | -                  | -                  | -           | -           | -           | -           | -           | 10     | 3      | 0      | 7      | 30,00      |
| 2019                | Spartaks Jūrmala   | VL               | 32         | 13         | 5          | 14         | LK              | 1               | 0               | 0               | 1               | -                  | -                  | -                  | -                  | -                  | -           | -           | -           | -           | -           | 32     | 13     | 5      | 15     | 40,63      |
| ott. 2022-gen. 2023 | Nocerina           | D                | 15         | 5          | 3          | 7          | CI-D            | 1               | 0               | 1               | 0               | -                  | -                  | -                  | -                  | -                  | -           | -           | -           | -           | -           | 16     | 5      | 4      | 7      | 31,25      |
| Totale carriera     | Totale carriera    | Totale carriera  | 193        | 80         | 48         | 65         |                 | 13              | 4               | 2               | 7               |                    | 10                 | 0                  | 4                  | 6                  |             | 8           | 5           | 3           | 0           | 224    | 89     | 57     | 78     | 39,73      |

## Palmarès

### Allenatore

#### Competizioni internazionali
- Baltic League: 1

Ventspils: 2009-2010

## Filmografia
- 2015 - Una meravigliosa stagione fallimentare